# Cirrhilabrus rubeus
Cirrhilabrus rubeus là một loài cá biển thuộc chi Cirrhilabrus trong họ Cá bàng chài. Loài này được mô tả lần đầu tiên vào năm 2016.

## Từ nguyên
Tính từ định danh rubeus trong tiếng Latinh mang nghĩa là "đỏ", hàm ý đề cập đến màu đỏ tươi của cá đực.

## Phạm vi phân bố và môi trường sống
C. rubeus trước đây chỉ được xem là phân loài của Cirrhilabrus rubriventralis như Cirrhilabrus africanus, hiện chỉ được biết đến tại Sri Lanka và Maldives.
Không rõ độ sâu mà loài này được thu thập.

## Phân loại học
Cả ba loài kể trên hợp thành một nhóm phức hợp loài cùng với các loài khác là Cirrhilabrus humanni, Cirrhilabrus joanallenae, Cirrhilabrus naokoae và Cirrhilabrus morrisoni, đặc trưng bởi vây lưng vươn cao, vây đuôi bo tròn và vây bụng hình cánh quạt.

## Mô tả
Chiều dài lớn nhất được ghi nhận ở C. rubeus là 5,4 cm. Không rõ kiểu hình của cá cái, nhưng có lẽ cũng giống với cá cái của C. africanus.
Đầu và thân trên của cá đực có màu cam ửng đỏ đến đỏ tươi; thân dưới, ngực, và bụng màu trắng. Cả hai vùng màu này được ngăn cách bởi một đường sọc màu tím lam. Hai gai vây lưng đầu tiên vươn dài thành những tia sợi. Vây lưng có màu đỏ ở nửa trước, chuyển sang màu vàng cam ở nửa sau và đen ở phía sau cùng. Vây hậu môn màu đỏ thẫm, sẫm đen dần về phía sau. Cả hai vây này đều có một hàng đốm có màu xanh lam ánh kim, cũng như dải viền xanh ở rìa, đặc biệt sáng màu khi vào mùa giao phối. Vây bụng lớn và dài, đỏ thẫm, cũng có viền xanh ở rìa. Vây đuôi bo tròn, có màu xanh lục lam với các vệt đốm màu xanh óng. Mống mắt có màu đỏ cam.
Khi vào mùa giao phối, thân trên của cá đực chuyển sang màu vàng cam (nhưng vẫn giữ màu đỏ ở gốc vây ngực), thân dưới trắng sáng. Sọc chia đôi hai vùng màu của thân chuyển sang đỏ và xanh lam. Vây lưng màu vàng tươi, lốm đốm vài vệt đen. Vây bụng và vây hậu môn đỏ thắm.
Số gai ở vây lưng: 11; Số tia vây ở vây lưng: 9; Số gai ở vây hậu môn: 3; Số tia vây ở vây hậu môn: 9; Số tia vây ở vây ngực: 15; Số gai ở vây bụng: 1; Số tia vây ở vây bụng: 5.